# کوناک (سچانگ)
کوناک (به صربی: Konak) یک منطقهٔ مسکونی در صربستان است که در ناحیه بانات مرکزی واقع شده‌است. کوناک ۷۷۷ نفر جمعیت دارد و ۴۳ متر بالاتر از سطح دریا واقع شده‌است.